# خواهر (فیلم ۱۹۴۱)
«خواهر» (انگلیسی: Bahen) فیلمی هندی به کارگردانی محبوب خان است که در سال ۱۹۴۱ منتشر شد.